# 古谷幸一
古谷 幸一（ふるたに こういち、1891年5月18日 - 1951年）は、日本の作曲家。宝塚歌劇団理事。

## 来歴
1891年（明治24年）、山口県厚狭郡須恵村（現在の山陽小野田市）に生まれる。旧制山口国学院中学校へ進学したが中退、1907年（明治40年）より2年にわたり地元の尋常小学校訓導を務めた後、1909年（明治42年）に東京音楽学校器楽科へ入学し山田源一郎、パウル・ショルツらの師事を仰いだ。
1917年（大正6年）に東京音楽学校を卒業後、宝塚歌劇団に作曲家として加入を打診されたが辞退し第六高等女学校および浅草区柳北尋常小学校の教員を務める。1922年（大正11年）に5年越しの要請を受諾して宝塚歌劇団へ加入、宝塚音楽学校講師および劇伴の作曲家として昭和前期まで活動し、理事に至った。
岳父（夫人の父）は元海軍軍楽隊長の瀬戸口藤吉。

## 作品
- アミナの死
- ジャンヌ
- 紐育行進曲
- 喜歌劇「人格者」（作詞：堀正旗）
- ミュージカル「トーキー時代」

### 宝塚歌劇以外の作品
- 阪急職業野球団応援歌（作詞：岩沢光城）

阪急電鉄傘下の職業野球チーム・阪急軍（現オリックス・バファローズ）の初代球団歌。

## 顕彰
- 宝塚歌劇の殿堂 - 2014年（平成26年）[3]